# Mount Dowie
Mount Dowie ist ein 1524 m hoher Berg mit zahlreichen Graten, der 5 km westlich des Mount Hollingshead in der Aramis Range der Prince Charles Mountains im ostantarktischen Mac-Robertson-Land aufragt.
Entdeckt wurde er im Januar 1957 von der  Südgruppe der Australian National Antarctic Research Expeditions unter der Leitung des australischen Bergsteigers William Gordon Bewsher (1924–2012). Benannt ist er nach Donald Alexander Dowie (1917–2016), medizinischer Offizier auf der Mawson-Station im Jahr 1956.